# كارولينا بروتسينكو
كارولينا بروتسينكو (بالروسية: Каролина Проценко)‏ (من مواليد 3 أكتوبر 2008 في كييف، أوكرانيا) هي عازفة كمان أمريكية من أصل أوكراني تعيش في سيمي فالي (كاليفورنيا).

## روابط خارجية
- كارولينا بروتسينكو على موقع IMDb (الإنجليزية)
- كارولينا بروتسينكو على موقع ميوزك برينز (الإنجليزية)